# Johannes Voldemar Veski

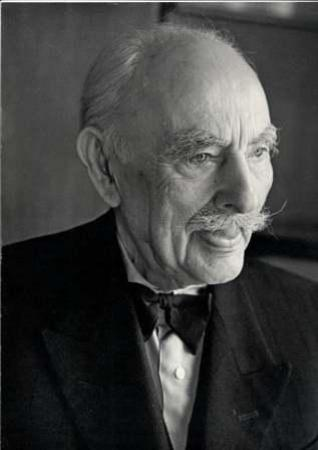
Johannes Voldemar Veski

Johannes Voldemar Veski (* 15. Maijul. / 27. Mai 1873greg. in Vaidavere, Gemeinde Palamuse, Kreis Jõgeva, Estland; † 28. März 1968 in Tartu) war ein estnischer Sprachwissenschaftler und Lexikograf.

## Leben
Veski besuchte von 1887 bis 1894 das Hugo-Treffner-Gymnasium in Tartu und legte 1896 die Reifeprüfung in Narva ab. Anschließend studierte er an der Universität Tartu, zunächst in der theologischen, später in der naturwissenschaftlichen Fakultät. Gleichzeitig arbeitete er als Lehrer am Hugo-Treffner-Gymnasium. Er verließ die Universität 1899 ohne Abschluss und arbeitete seit 1901 als Journalist in Tallinn, unter anderem beim Teataja (1901–1905).
1914 ging er nach Tartu, wo er Sekretär der Estnischen Literaturgesellschaft wurde und von 1915 an die Zeitschrift Eesti Kirjandus redigierte. Nach zwanzig Jahren wechselte er zur Zeitschrift Eesti Keel, deren Redakteur er von 1934 bis 1940 war. Parallel dazu war er wiederum Lehrer an „seinem“ Hugo-Treffner-Gymnasium und seit 1919 dozierte er auch an der Universität Tartu.
Nach dem Zweiten Weltkrieg, als viele bedeutende estnische Sprachwissenschaftler in den Westen gegangen waren – u. a. Johannes Aavik, Julius Mägiste, Julius Mark, Alo Raun und Andrus Saareste – übernahm Veski 1946 den Lehrstuhl für Estnisch an der Universität Tartu und wurde 1947 zum Professor ernannt. Diese Position hatte er bis zu seiner Pensionierung 1955 inne.
Veski war in zahlreichen Organisationen und Gesellschaften aktiv, unter anderem in der Gesellschaft für Muttersprache, deren Vorsitzender er 1946–1948 war.

## Tätigkeit
Veski war vor allem als Sprachpfleger aktiv und spielte eine bedeutende Rolle bei der Normierung des Estnischen. Unter seiner Ägide entstanden 1912 die „Regeln zur estnischen Rechtschreibung“, die als Vorläufer des ersten orthografischen Wörterbuchs von 1918 gelten können, an dem Veski ebenfalls beteiligt war. Folgerichtig wurde er auch Chefredakteur des ersten umfangreichen, dreibändigen Rechtschreibwörterbuchs, das zwischen 1925 und 1937 erschien.
Veskis sprachpflegerische und normierende Tätigkeit führte dazu, dass die von Johannes Aavik propagierte Spracherneuerung sich nur zu einem geringen Teil durchsetzte. Gleichzeitig war er jedoch auch ein ständiger Erneuerer, der allein im Bereich der Fachsprachen über 100.000 neue Wörter geschaffen hat.

## Ehrungen
- 1932 Ehrenmitglied der Estnischen Literaturgesellschaft
- 1933 Ehrenmitglied der Gesellschaft für Muttersprache
- 1933 Ehrendoktor der Universität Tartu
- 1945 Verdienter Wissenschaftler der ESSR